# Dr.スランプ アラレちゃんのアルバム
『Dr.スランプ アラレちゃんのアルバム』は鳥山明『Dr.スランプ』原作のテレビアニメ『Dr.スランプ アラレちゃん』のアルバム。

## アラレちゃんオンステージ
『アラレちゃんオンステージ 』は、テレビアニメ『Dr.スランプ アラレちゃん』のアルバム。1981年に日本コロムビアから発売された。劇中で使用された主題歌や挿入歌、キャラクターソングが収録されている。

### 収録曲
第1挿入歌
1. I LOVE ペンギン村
2. カラーに口紅 (Lipstick on your collar)|総天然色ララバイ
3. パパパーマのうた
4. あこがれのスッパマン

第2挿入歌
1. 夢みるシンデレラ
2. 愛・Forever
3. ペンギン村の仲間たち
4. バイちゃバイちゃまたあした|アレアレアラレちゃん

## ロックンロールパーティー
『ロックンロールパーティー 』は、テレビアニメ『Dr.スランプ アラレちゃん』のアルバム。1982年に日本コロムビアから発売された。劇中で使用されたロック系の挿入歌、キャラクターソングが収録されている。

### 収録曲
1. めちゃんこROCK’N ROLL
2. カジカジROCK’N ROLL
3. SCHOOL GANGS ヨ・ロ・シ・ク
4. OH! ほよよ
5. ペンギン村はいつもお天気
6. ペンギン村100°でROCK’N ROLL
7. あこがれのきのこさん
8. セクシィーティーチャーブギウギ
9. ROLL OVER EDISON ~エジソンをぶっとばせ~
10. HAPPY ISLAND

## めちゃんこワールド
『めちゃんこワールド 』は、テレビアニメ『Dr.スランプ アラレちゃん』のアルバム。1982年に日本コロムビアから発売された。劇中で使用された挿入歌、キャラクターソングが収録されている。

### 収録曲
1面
1. ワイワイワールド
2. やっぱりワシが主人公
3. ガッちゃんのうた
4. よいこよいこアラレちゃん
5. 空豆ロックンロール
6. アラレちゃんのララバイ

2面
1. アラレちゃん登場!!
2. オーイ! ペンギン村
3. 気分まかせの大発明
4. ロックンONDO
5. んちゃんちゃソング
6. アレアレアラレちゃん

## Dr.スランプ アラレちゃん  ベストヒット16
『Dr.スランプ アラレちゃん  ベストヒット16』（Dr.スランプ アラレちゃん ベストヒット）は、テレビアニメ『Dr.スランプ アラレちゃん』のアルバム。1982年に発売された。劇中で使用された主題歌や挿入歌、キャラクターソングが収録されている。

### 収録曲
1. ワイワイワールド
2. アレアレアラレちゃん
3. アラレちゃん登場!!
4. アラレちゃん音頭
5. アラレのマーチ
6. I Love ペンギン村
7. んちゃんちゃソング
8. あこがれのスッパマン
9. めちゃんこROCK'N ROLL
10. SCHOOL GANGS ヨ・ロ・シ・ク
11. ペンギン村100゜でROCK'N ROLL
12. パパパーマのうた
13. Love Chaser（ラブ・チェイサー）
14. 気分まかせの大発明
15. 空豆ロックンロール
16. ペンギン村の仲間たち

## Dr.スランプ アラレちゃん めちゃんこベスト24
『Dr.スランプ アラレちゃん めちゃんこベスト24』（Dr.スランプ アラレちゃん めちゃんこベスト）は、テレビアニメ『Dr.スランプ アラレちゃん』のアルバム。1992年3月1日に日本コロムビアから発売された。
- テレビアニメ『Dr.スランプ アラレちゃん』のアルバム。劇中で使用された主題歌や挿入歌、キャラクターソングが収録されている。
- 24曲が入ったディスク。

### 収録曲
1. ワイワイワールド
2. アレアレアラレちゃん
3. アラレちゃん音頭
4. アラレのマーチ
5. よいこよいこアラレちゃん
6. オーイ!ペンギン村
7. やっぱりワシが主人公
8. ロックンondo（おんど）
9. ガッちゃんのうた
10. アラレちゃんのララバイ
11. アラレちゃん登場!!
12. んちゃんちゃソング
13. パパパーマのうた
14. I Love ペンギン村
15. あこがれのスッパマン
16. 夢見るシンデレラ
17. ペンギン村の仲間たち
18. めちゃんこrock'n Roll（ロックン・ロール）
19. Love Chaser（ラブ・チェイサー）
20. ペンギン村100°でロックン ロール
21. いちばん星みーつけた
22. オボッチャマンでございます
23. わいわい行進曲
24. あなたに真実一路

## Dr.スランプ アラレちゃん 全曲集
『Dr.スランプ アラレちゃん 全曲集』（Dr.スランプ アラレちゃん ぜんきょくしゅう）は、テレビアニメ『Dr.スランプ アラレちゃん』のアルバム。2003年8月27日にコロムビアミュージックエンタテインメントから発売された。
- テレビアニメ・劇場版『Dr.スランプ アラレちゃん』のアルバム。劇中で使用された主題歌や挿入歌、キャラクターソングが収録されている。
- 20曲が入ったディスク2枚。
- ジャケットは、ジャンプ・コミックス1巻表紙を使用した。

### 収録曲
ディスク1
1. ワイワイワールド
作詞 - 河岸亜砂 / 作曲 - 菊池俊輔 / 編曲 - たかしまあきひこ / 歌 - 水森亜土
2. アレアレアラレちゃん
作詞 - 冬杜花代子 / 作曲 - 子門真人 / 編曲 - たかしまあきひこ / 歌 - 水森亜土
3. いちばん星み〜つけた	
作詞 - 河岸亜砂 / 作曲 - 菊池俊輔 / 編曲 - たかしまあきひこ / 歌 - 水森亜土
4. アラレちゃん音頭
作詞 - 満都南 / 作曲 - 菊池俊輔 / 編曲 - たかしまあきひこ / 歌 - 小山茉美
5. アラレのマーチ
作詞 - 河岸亜砂 / 作曲 - 菊池俊輔 / 編曲 - たかしまあきひこ / 歌 - 小山茉美
6. オボッチャマンでございます
作詞 - くのたかし / 作曲 - 菊池俊輔 / 編曲 - たかしまあきひこ / 歌 - 堀江美都子
7. わいわい行進曲
作詞 - 河岸亜砂 / 作曲 - 菊池俊輔 / 編曲 - たかしまあきひこ / 歌 - 小山茉美
8. あなたに真実一路
作詞 - 冬杜花代子 /  作曲 - 菊池俊輔 / 編曲 - たかしまあきひこ / 歌 - 堀江美都子
9. めちゃんこROCK’N ROLL
作詞：大倉正丈、泉鬼角／作曲：大倉正丈／編曲：いちひさし／ 歌：ベター・ハーフ
10. LOVE CHASER	
作詞：島田満／作曲：菊池俊輔／編曲：いちひさし／ 歌：山田康雄
11. やっぱりワシが主人公	
作詞：伊藤アキラ／作曲：たちはらるい／編曲：高田弘／ 歌：内海賢二
12. ガッちゃんのうた
作詞 - 冬社花代子 / 作曲 - 伊藤薫 / 編曲 - 高田弘 / 歌 - 水森亜土
13. よいこよいこアラレちゃん
作詞 - 河岸亜砂 / 作曲 - 菊池俊輔 / 編曲 - たかしまきひこ / 歌 - 小山茉美
14. 空豆ロックンロール	
作詞 - 伊藤アキラ / 作曲 - 水谷公生 / 編曲 - 川上了 / 歌 - こおろぎ'73
15. アラレちゃんのララバイ	
作詞 - 冬社花代子 / 作曲 - 伊藤薫 / 編曲 - 高田弘 / 歌 - 水森亜土
16. アラレちゃん登場!!	
作詞 - 伊藤アキラ / 作曲 - 水谷公生 / 編曲 - 川上了 / 歌 - 水森亜土
17. オーイ! ペンギン村	
作詞：石川良／作曲：菊池俊輔／編曲：たかしまあきひこ／ 歌：小山茉美、こおろぎ'73
18. 気分まかせの大発明	
作詞：山本正之／作曲：山本正之／編曲：高田弘／ 歌：こおろぎ'73
19. ロックンONDO	
作詞・作曲：森雪之丞／編曲：川上了／ 歌：水森亜土
20. んちゃんちゃソング	
作詞 - 鳥山明 / 作曲 - 菊池俊輔 / 編曲 - たかしまあきひこ / 歌 - 小山茉美、こおろぎ'73

ディスク2
1. んちゃ! DEチャ・チャ・チャ
作詞：青木久美子　作曲：林哲司 編曲：戸塚修	歌：森の木児童合唱団
2. Dancing Doll	
作詞：さがらよしあき／作曲・編曲：石田かつのり／ 歌：Digital Concept
3. Funky Dr.	
作詞：さがらよしあき／作曲・編曲：石田かつのり／ 歌：Digital Concept
4. カジカジROCK’N ROLL	
作詞 - 冬杜花代子 / 作曲 - 大倉正丈 / 編曲 - いちひさし / 歌 - ベター・ハー
5. SCHOOL GANGS ヨ・ロ・シ・ク
作詞：さがらよしあき／作曲：見岳章／編曲：山田功／ 歌：ベター・ハーフ
6. ペンギン村はいつもお天気	
作詞：金春智子／作曲：大倉正丈／編曲：いちひさし／ 歌：ベター・ハーフ
7. OH! ほよよ	
作詞：さがらよしあき／作曲：見岳章／編曲：山田功／ 歌：ベター・ハーフ
8. ペンギン村100°でROCK’N ROLL	
作詞：冬杜花代子／作曲：中島薫／編曲：いちひさし／ 歌：ベター・ハーフ
9. セクシィーティーチャーブギウギ
作詞：冬杜花代子／作曲：中島薫／編曲：いちひさし／ 歌：ベター・ハーフ
10. ROLL OVER EDISON ~エジソンをぶっとばせ~	
作詞：さがらよしあき／作曲：見岳章／編曲：山田功／ 歌：ベター・ハーフ
11. あこがれのきのこさん	
作詞：冬杜花代子／作曲：大倉正丈／編曲：いちひさし／ 歌：ベター・ハーフ
12. HAPPY ISLAND	
作詞：さがらよしあき／作曲：大倉正丈／編曲：山田功／ 歌：ベター・ハーフ
13. I LOVE ペンギン村
作詞 - 冬杜花代子 / 作曲 - 伊豆一彦 / 編曲 - いちひさし / 歌 - 小山茉美、こおろぎ'73
14. カラーに口紅 (Lipstick on your collar) ～ 総天然色ララバイ
作詞 - Edna Lewis / 作曲 - George Goehring / 歌 - 古川登志夫、こおろぎ'73、杉山佳寿子、神保なおみ
15. パパパーマのうた
作詞 - 金春智子 / 作曲 - 菊池俊輔 / 編曲 - いちひさし / 歌 - 杉山佳寿子
16. あこがれのスッパマン	
作詞：冬杜花代子／作曲：菊池俊輔／編曲：いちひさし／ 歌：小山茉美、こおろぎ'73
17. 夢みるシンデレラ
作詞 - 冬社花代子 / 作曲 - 菊池俊輔 / 編曲 - いちひさし / 歌 - 向井真理子、ザ・チャープス
18. 愛・Forever
作詞：伊藤アキラ／作曲：菊池俊輔／編曲：いちひさし／ 歌：内海賢二、ザ・チャープス
19. ペンギン村の仲間たち	
作詞：河岸亜砂／作曲：菊池俊輔／編曲：いちひさし／ 歌：小山茉美、古川登志夫、杉山佳寿子、神保なおみ、向井真理子
20. バイちゃバイちゃまたあした～アレアレアラレちゃん～
作詞：冬杜花代子／作曲：菊池俊輔／編曲：いちひさし（アレアレアラレちゃん） 作詞：冬杜花代子／作曲：サタンタ／編曲：いちひさし／ 歌：小山茉美、こおろぎ'73

## Dr.スランプ アラレちゃん んちゃ!BEST
『「Dr.スランプ アラレちゃん」放送35周年記念　Dr.スランプ アラレちゃん んちゃ!BEST』（アニメドクタースランプ アラレちゃん んちゃべすと）は、2016年6月1日にリリースされたベスト・アルバム。

2016年5月10日に、鳥山明の漫画『Dr.スランプ』原作のテレビアニメ『Dr.スランプ アラレちゃん』放映から35周年を記念して日本コロムビアから『「Dr.スランプ アラレちゃん」放送35周年記念　Dr.スランプ アラレちゃん んちゃ!BEST』を6月1日に発売することが発表された。
『Dr.スランプ アラレちゃん』としては、2003年発売の『Dr.スランプ アラレちゃん 全曲集』以来13年ぶりで、『ドクタースランプ』としては、1999年発売の『ドクタースランプ オリジナル・サウンドトラック』以来19年ぶりのアルバムとなる。
アニメ第1作『Dr.スランプ アラレちゃん』と第2作『ドクタースランプ』の主題歌・挿入歌が収録しており、初回限定盤には、オープニング・エンディングの映像を収録したDVDが付属する。
購入者には、特典としてステッカーをプレゼントされる。

### 収録曲
1. ワイワイワールド
作詞 - 河岸亜砂 / 作曲 - 菊池俊輔 / 編曲 - たかしまあきひこ / 歌 - 水森亜土
『Dr.スランプ アラレちゃん』オープニング1期
2. アレアレアラレちゃん
作詞 - 冬杜花代子 / 作曲 - 子門真人 / 編曲 - たかしまあきひこ / 歌 - 水森亜土
『Dr.スランプ アラレちゃん』エンディング1期
3. アラレちゃん音頭
作詞 - 満都南 / 作曲 - 菊池俊輔 / 編曲 - たかしまあきひこ / 歌 - 小山茉美
『Dr.スランプ アラレちゃん』夏限定エンディング
4. いちばん星み〜つけた	
作詞 - 河岸亜砂 / 作曲 - 菊池俊輔 / 編曲 - たかしまあきひこ / 歌 - 水森亜土
『Dr.スランプ アラレちゃん』エンディング2期
5. わいわい行進曲
作詞 - 河岸亜砂 / 作曲 - 菊池俊輔 / 編曲 - たかしまあきひこ / 歌 - 小山茉美
『Dr.スランプ アラレちゃん』オープニング2期
6. あなたに真実一路
作詞 - 冬杜花代子 / 作曲 - 菊池俊輔 / 編曲 - たかしまあきひこ / 歌 - 堀江美都子
『Dr.スランプ アラレちゃん』エンディング3期
7. アラレのマーチ
作詞 - 河岸亜砂 / 作曲 - 菊池俊輔 / 編曲 - たかしまあきひこ / 歌 - 小山茉美
『Dr.スランプ アラレちゃん』挿入歌
8. オボッチャマンでございます
作詞 - くのたかし / 作曲 - 菊池俊輔 / 編曲 - たかしまあきひこ / 歌 - 堀江美都子
『Dr.スランプ アラレちゃん』挿入歌
9. めちゃんこROCK’N ROLL
作詞 - 大倉正丈、泉鬼角 / 作曲 - 大倉正丈 / 編曲 - いちひさし / 歌 - ベター・ハーフ
劇場版『Dr.スランプ アラレちゃん んちゃ!ペンギン村はハレのち晴れ』のエンディングテーマ、劇場版『Dr.SLUMP ほよよ! 宇宙大冒険』挿入歌
10. LOVE CHASER	
作詞 - 島田満 / 作曲 - 菊池俊輔 / 編曲 - いちひさし / 歌 - 山田康雄
劇場版『Dr.SLUMP ほよよ! 宇宙大冒険』挿入歌
11. パパパーマのうた
作詞 - 金春智子 / 作曲 - 菊池俊輔 / 編曲 - いちひさし / 歌 - 杉山佳寿子
『Dr.スランプ アラレちゃん』挿入歌
12. I Loveペンギン村
作詞 - 冬杜花代子  / 作曲 - 伊豆一彦 / 編曲 - いちひさし / 歌 - 小山茉美
13. んちゃ! DEチャ・チャ・チャ
作詞 - 青木久美子 / 作曲 - 林哲司 / 編曲 - 戸塚修 / 歌 - 森の木児童合唱団
14. 顔でかーい 
作詞・作曲 - U子 / 編曲 - Hide / 歌 - Funta
『ドクタースランプ』オープニング1期
15. 鼻毛がちょっととびだしている。 
作詞・作曲 - U子 / 編曲 - Hide / 歌 - Funta
『ドクタースランプ』エンディング1期
16. Hello, I love you. 
作詞 - サンプラザ中野 / 作曲・編曲 - M・KAWAI / 歌 - YURIMARI
『ドクタースランプ』オープニング2期
17. Let me go! 
作詞 - 松崎麻矢 / 作曲 - 木村貴志 / 編曲 - 木村貴志 / 歌 - Favorite Blue
『ドクタースランプ』エンディング2期
18. アラレ! パラレ! 
作詞 - 太田光 / 作曲・編曲 - 太田美知彦 / 歌 - ドクタースランプ オールスターズ
『ドクタースランプ』オープニング1期
19. あなたがいてわたくしがいて / 
作詞 - 奥山美由希 / 作曲・編曲・補作詞 - m.c.A・T / 歌 - オボッチャマン君
『ドクタースランプ』エンディング3期
20. オンボロの自転車にのって / Funta
作詞・作曲 - U子 / 編曲 - Hide / 歌 - Funta
『ドクタースランプ』挿入歌
21. みどり先生のこもり唄
歌 - 皆口裕子
『ドクタースランプ』挿入歌
22. これでいいのでしょうか
作詞 - サンプラザ中野 / 作・編曲 - M・KAWAI / 歌 - YURIMARI
『ドクタースランプ アラレのびっくりバーン』エンディング

### 付属DVD収録内容
初回限定盤のみ。
Dr.スランプ　アラレちゃん
1. オープニング映像 1（ワイワイワールド）
2. エンディング映像 1（アレアレアラレちゃん）
3. 夏期エンディング映像 （アラレちゃん音頭）
4. エンディング映像 2（いちばん星み～つけた）
5. オープニング映像 2（わいわい行進曲）
6. エンディング映像 3（あなたに真実一路）

ドクタースランプ
1. オープニング映像 1（顔でかーい）
2. エンディング映像 1（鼻毛がちょっととびだしている。）
3. オープニング映像 2（Hello, I love you.）
4. エンディング映像 2（Let me go!）
5. オープニング映像 3（アラレ! パラレ!）
6. エンディング映像 3（あなたがいてわたくしがいて）